# Kanton Amiens-6 (Sud)
Kanton Amiens-6 (Sud) (fr. Canton d'Amiens-6 (Sud)) byl francouzský kanton v departementu Somme v regionu Pikardie. Skládal se pouze z jižní části města Amiens. Zrušen byl po reformě kantonů 2014.